# Band of Gypsys

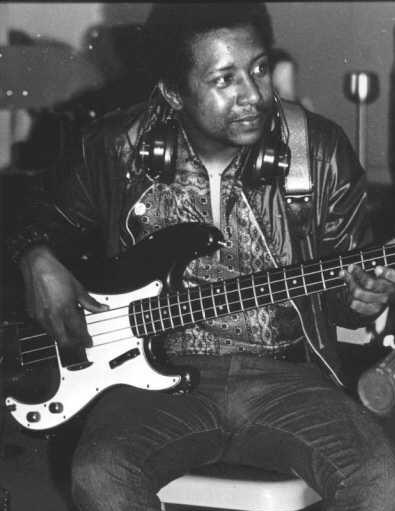
Billy Cox

Band of Gypsys was een band geleid door Jimi Hendrix.
Naast Hendrix bestond de band uit Billy Cox en Buddy Miles. De band werd opgericht als opvolger van The Jimi Hendrix Experience. De formatie bracht een livealbum uit getiteld Hendrix Band of Gypsys. De opnamen hiervoor werden gemaakt tijdens optredens op Fillmore East op 31 december 1969 en 1 januari 1970. Dit zou het laatste door Jimi Hendrix zelf geautoriseerde album zijn. Drie maanden na het uitkomen van de plaat in 1970 overleed hij. Tot ver na zijn dood zijn er nog allerlei liveopnamen en niet eerder uitgebrachte nummers uitgebracht.
In sommige landen, waaronder Groot-Brittannië, werd het album uitgebracht met een alternatieve albumhoes. De foto op deze hoes toont een aantal poppen die Jimi Hendrix, Brian Jones, Bob Dylan en de Britse diskjockey John Peel voorstellen.

## Nummers
De nummers 3, 4 en 5 staan op veel cd- en elpee-uitgaven eigenlijk verkeerd vermeld. Ze zouden volgens eerdere liedteksten en aankondigingen van Hendrix en Miles "Them Changes", "Power of Soul" en "Message to Love" moeten heten.
1. Who Knows
2. Machine Gun
3. Changes (Them Changes) (Buddy Miles)
4. Power to Love (Power of Soul)
5. Message of Love
6. We Gotta Live Together (Buddy Miles)

In 1999 verscheen onder de titel Band of Gypsys: Live at the Filmore East een documentaire op dvd. Deze bevat onder meer door een fan gemaakte zwart-witopnamen van de optredens.